# هلند (نیوجرسی)
هلند (به انگلیسی: Holland Township) شهری در ایالت نیوجرسی کشور ایالات متحده آمریکا است که جمعیت آن در سرشماری سال ۲۰۱۰ میلادی، ۵٬۲۹۱ نفر بوده‌است.